# 尚旺下埃塞尔

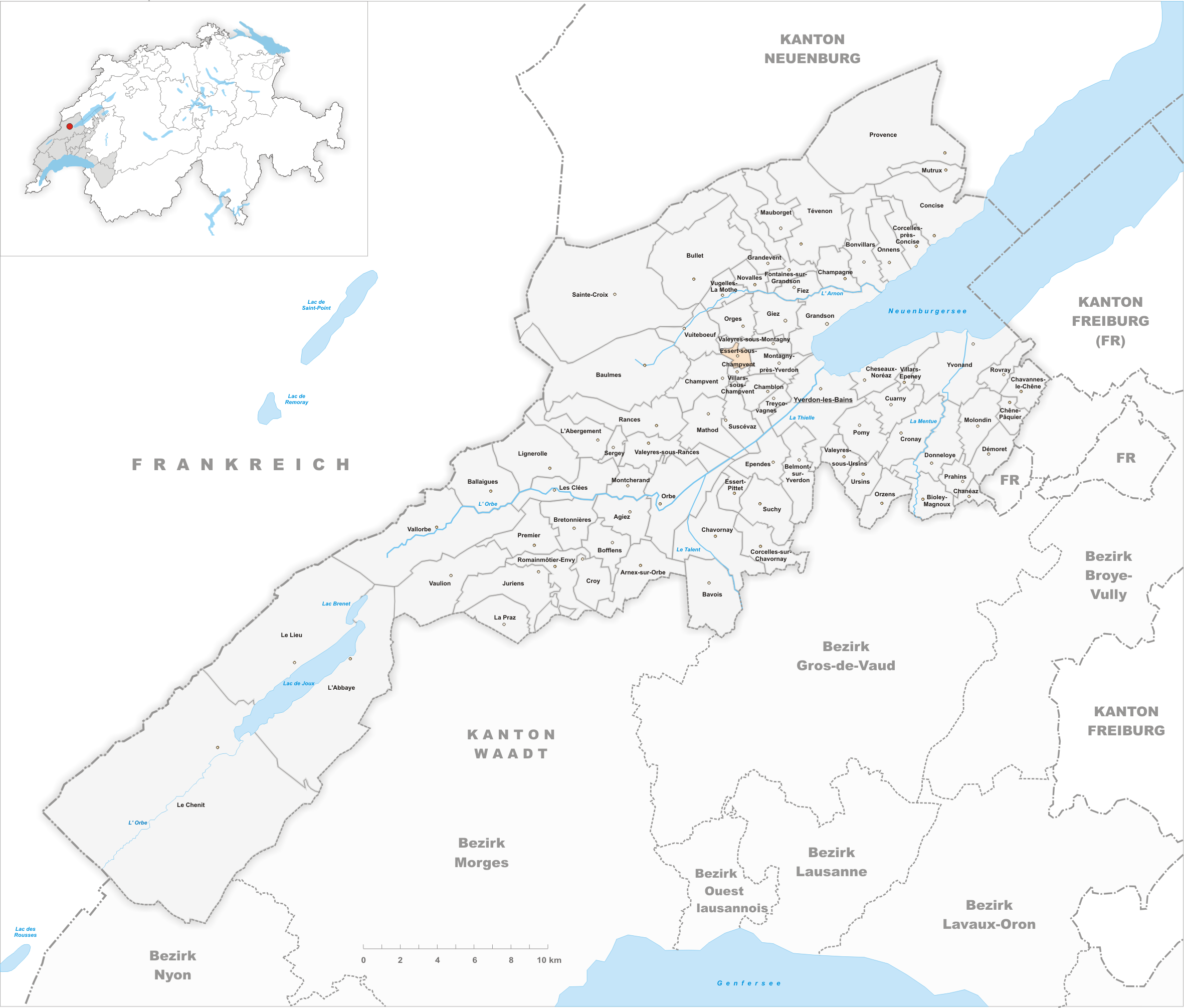
尚旺下埃塞尔位置示意图

尚旺下埃塞尔（法語：Essert-sous-Champvent）曾是瑞士联邦西部法语区的沃州下设的一个镇。在行政上属于沃州北汝拉区管辖。尚旺下埃塞尔的总面积为1.21平方公里。截至2010年底，总人口为151。2012年1月1日，该镇正式并入尚旺。

## 外部链接

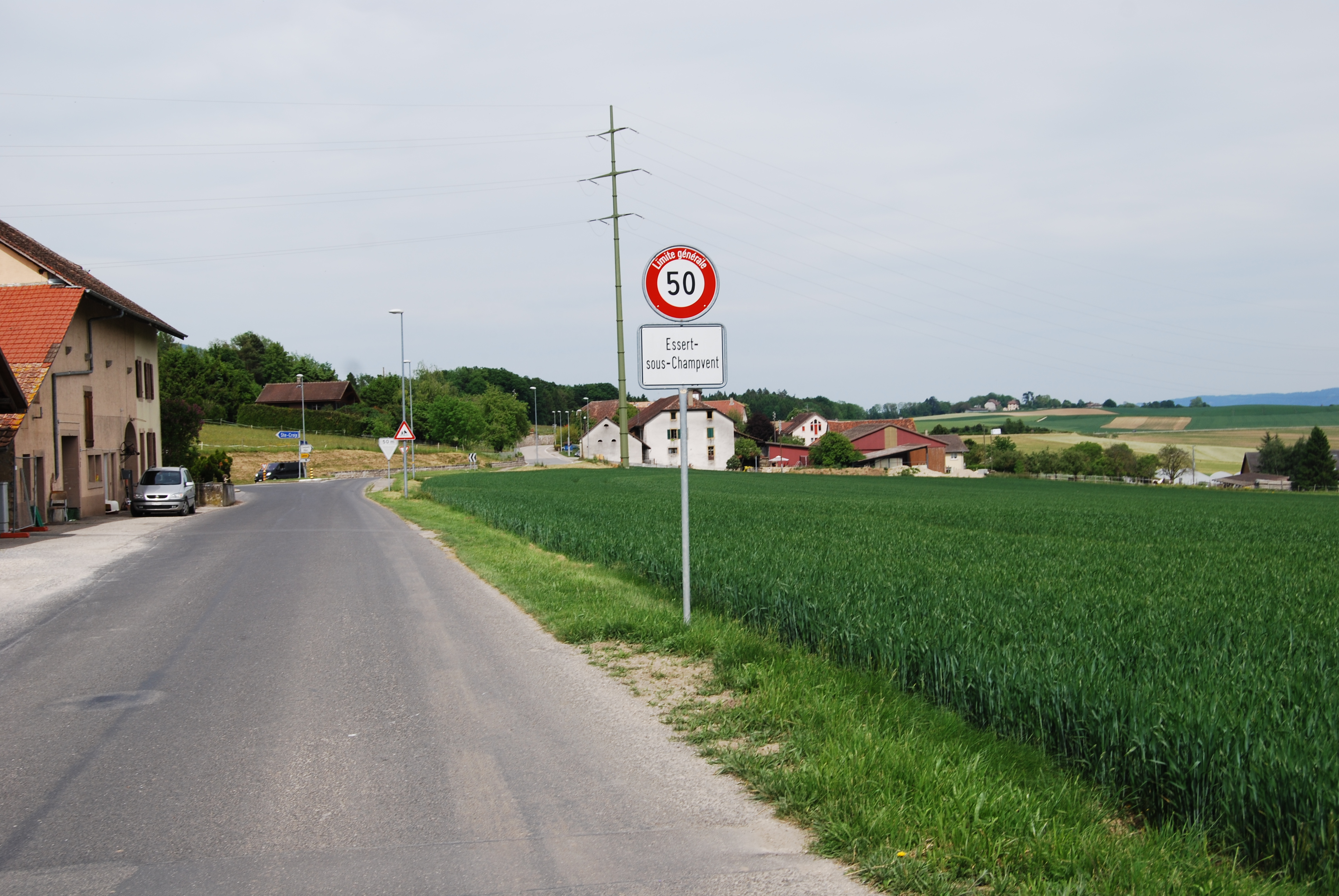
尚旺下埃塞尔